# Bédik (peuple)
Les Bédik (sing. Adik) sont une population d'Afrique de l'Ouest vivant principalement dans le sud-est du Sénégal, dans l'arrondissement de Bandafassi, à proximité de la frontière avec la Guinée. Ils constituent l'une des plus petites minorités (1 % environ de la population). Contrairement à la plus grande partie du Sénégal, le pays bédik se trouve en altitude.

## Histoire

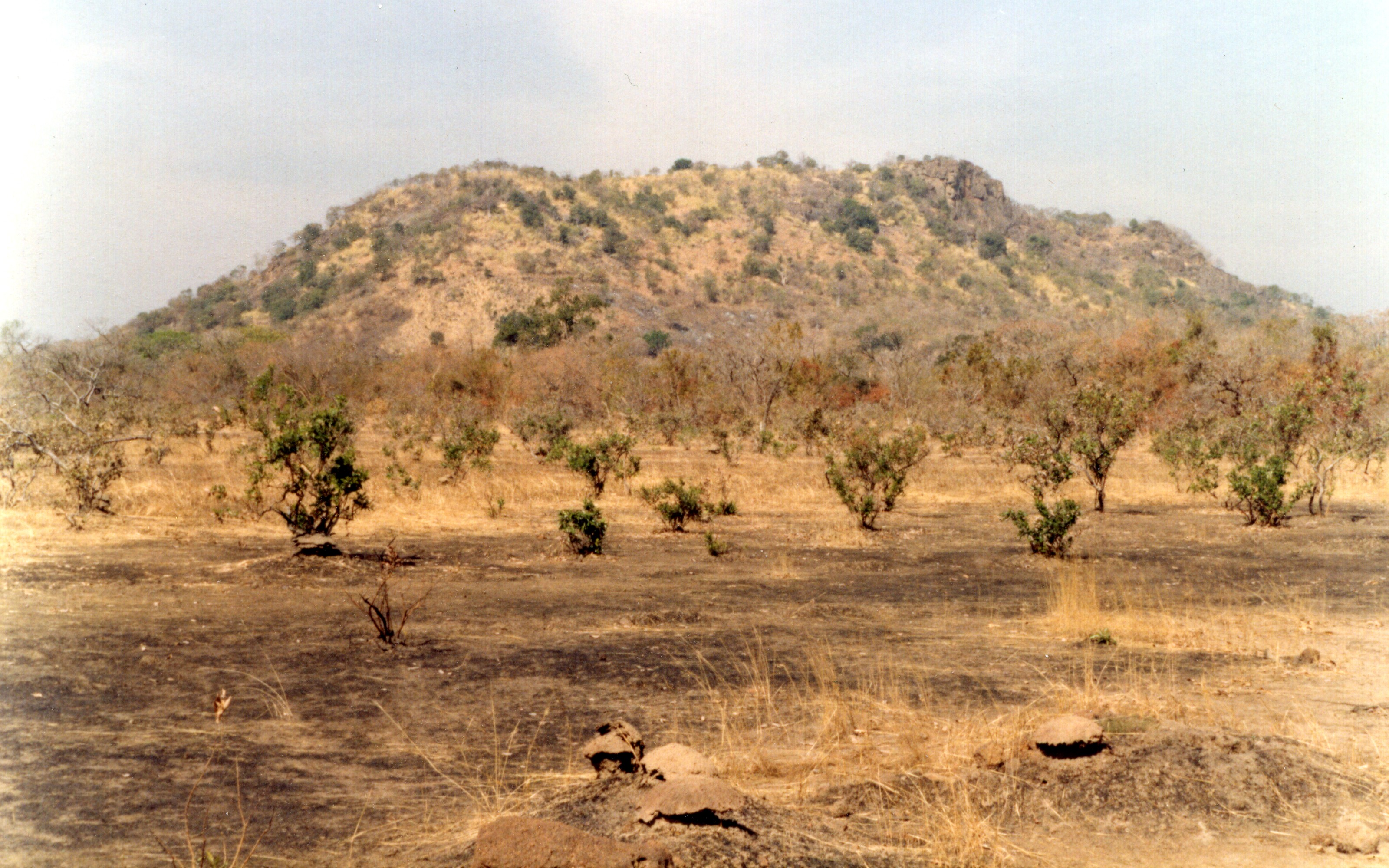
En pays bédik, entre Ibel et Bandafassi.

Les Bédik vivent dans une région peu touchée par l'islamisation.
Les Bédik ont des contacts avec d'autres ethnies minoritaires dans le pays (Bassari, Sérères), parlent leur propre langue et se sont constitué une religion qui associe croyances traditionnelles et éléments de catholicisme.
Leurs ancêtres seraient les familles Keita et Camara venues du Mali à la suite d'une guerre initiée par Alpha Yaya venant du Fouta Djallon.

## Population

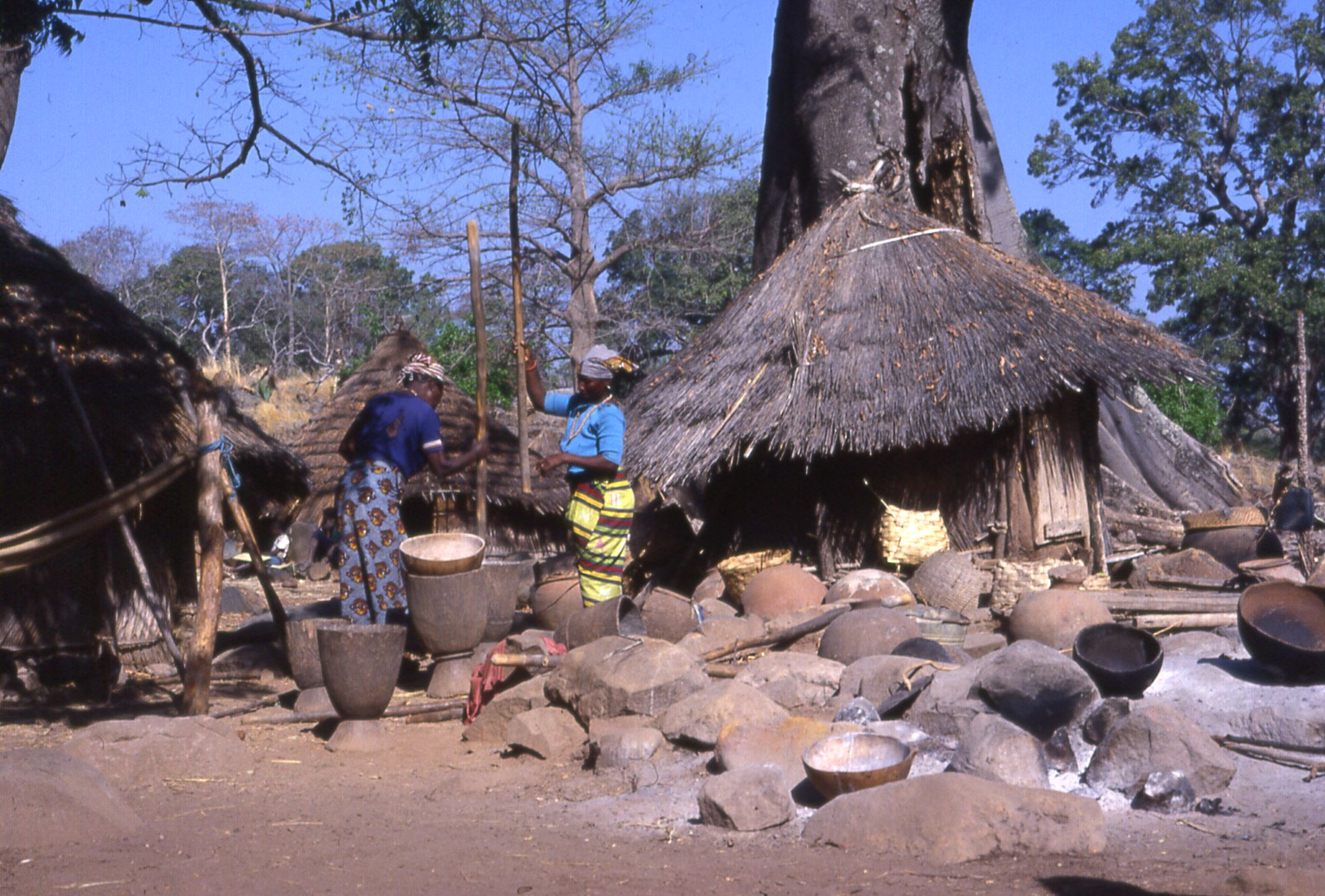
Vie quotidienne dans un village

Peu nombreux, les Bédik étaient 3 375 en 2002.
Ils vivent dans quelques villages en altitude, souvent d'accès difficile, dont Elyés-Haut, Bantata, Inéré, Etyès-Bas, Mangamas, Andyèls, Etyowars, Iwols, Landinis, Andiels, Bandafassi ou Ibel.

## Langue
Ils parlent le menik.

## Religion

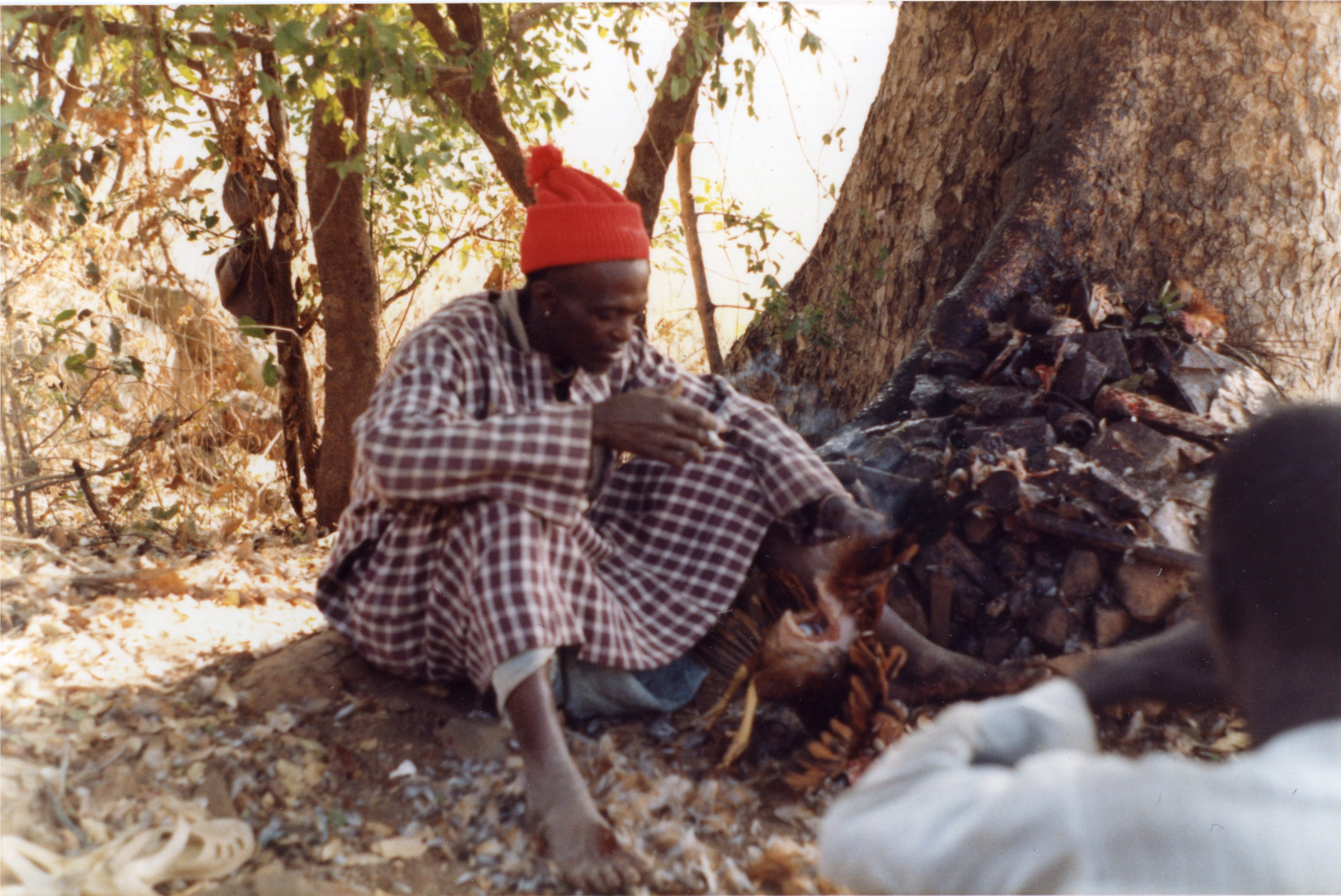
Célèbre devin examinant les entrailles d'un poulet près d'Iwol

Les Bédik sont généralement de religion traditionnelle et croient en un dieu créateur et à la résurrection des corps après la mort. Quelques-uns sont chrétiens et Iwol possède une église.

## Culture
Leurs rites ont des points communs avec ceux des Bassaris. Comme eux, ils arborent une série de masques végétaux lors de certains rituels. On les a appelés « Peuple de la vallée heureuse » en raison des nombreuses fêtes qu'ils célèbrent.
- Le « Manindam » est la cérémonie d’initiation des adolescents, dite « du père des Esprits ». Elle se déroule d'avril à mai.
- Le « Gamond »  est fêté entre mai et juin, sur le thème de la fécondité et de la puberté, de la pluie et de la santé.
- « Eyamb » est une fête qui se déroule en juin ou juillet, fête de la puberté, mais spécifiquement consacrée aux jeunes filles non mariées.
- Le « Matyang » est fêté en novembre ou décembre.